# Campeonato Paraguaio de Futebol de 2019 – Primeira Divisão
A Primeira Divisão do Campeonato Paraguaio de Futebol de 2019, também conhecida como Primera División, División de Honor ou División Profesional (oficialmente como Copa de Primera TIGO–Visión Banco por conta do patrocínio), é a 85.ª temporada da principal divisão do futebol paraguaio. A liga que conta com a participação de 12 times é organizada pela entidade máxima do futebol no Paraguai, a Associação Paraguaia de Futebol (APF), através da sua Dirección de Competiciones. A temporada começou em 22 de janeiro e terminará em 15 de dezembro de 2019. O certame é dividido em dois torneios próprios e independentes, o Apertura no primeiro semestre do ano e o Clausura no segundo semestre, e por conta disso, coroa dois campeões por ano.

## Regulamento

### Sistema de disputa
A Primera División (ou División de Honor) da temporada de 2019 é disputada por doze clubes e dividida em dois torneios oficiais: Torneo Apertura e Torneo Clausura. Cada torneio terá fase única de dois turnos, em partidas de ida e volta, no sistema de pontos corridos. Ao final das 22 rodadas de cada torneio – Apertura e Clausura –, o clube com mais pontos será o campeão. Ao final da temporada, os campeões do Apertura + Clausura e os dois primeiros times (com exceção dos dois campeões) da classificação geral (Apertura e Clausura) se classificam à Copa Libertadores de 2020, os três clubes subsequentes se classificam à Copa Sul-Americana de 2020. Sobre o rebaixamento: os dois piores pontuadores com base na média de pontos acumulada por partida ("promédios") nas últimas três temporadas, incluída a atual, caem direto para a Segunda Divisão.
Quanto ao campeão, classificação aos torneios da CONMEBOL ou na zona do rebaixamento, em caso de igualdade na pontuação entre dois clubes, é critério de desempate: 1) jogo extra, com direito a pênaltis, caso seja necessário, até haver um vencedor. Em caso de igualdade na pontuação entre mais de dois times, são critérios de desempate: 1) maior saldo de gols, 2) mais gols pró, 3) mais gols marcados como visitante, 4) sorteio.

## Participantes
O campeonato é disputado por um total de doze equipes. Dez clubes que permaneceram da temporada anterior e entre as novidades para este ano temos a chegada do River Plate, campeão da División Intermedia de 2018, e do San Lorenzo, vice-campeão. Os dois clubes vindos da Segunda Divisão de 2018 substituíram Independiente de Campo Grande e 3 de Febrero, que foram rebaixados à División Intermedia de 2019. O único time presente em todas as temporadas da Primera División (também conhecida como División de Honor) é o Olimpia; de maneira similar, o Guaraní só não participou da disputa em 1912 por conta de uma epidemia. Por outro lado, os clubes Cerro Porteño, General Díaz e Deportivo Capiatá nunca foram rebaixados desde que ingressaram nessa divisão, em 1913 (o primeiro) e 2013 (os outros dois).

### Informações dos clubes
| Equipe            | Cidade         | Departamento     | Estádio (mando)          | Capacidade | Título (último)       |
| ----------------- | -------------- | ---------------- | ------------------------ | ---------- | --------------------- |
| Cerro Porteño     | Assunção       | Distrito Capital | General Pablo Rojas      | 45 000     | 32 (último em 2017–C) |
| Deportivo Capiatá | Capiatá        | Central          | Erico Galeano            | 15 000     | 0 (nenhum)            |
| Deportivo Santaní | San Estanislao | San Pedro        | Juan José Vázquez        | 4 928      | 0 (nenhum)            |
| General Díaz      | Luque          | Central          | Adrián Jara              | 4 000      | 0 (nenhum)            |
| Guaraní           | Assunção       | Distrito Capital | Rogelio Silvino Livieres | 5 380      | 1 (último em 2016–C)  |
| Libertad          | Assunção       | Distrito Capital | Dr. Nicolás Leoz         | 10 100     | 20 (último em 2017–A) |
| Nacional          | Assunção       | Distrito Capital | Arsenio Erico            | 4 434      | 9 (último em 2013–A)  |
| Olimpia           | Assunção       | Distrito Capital | Manuel Ferreira          | 23 732     | 42 (último em 2018–C) |
| River Plate       | Assunção       | Distrito Capital | River Plate              | 6 500      | 0 (nenhum)            |
| San Lorenzo       | San Lorenzo    | Central          | Gunther Vogel            | 5 000      | 0 (nenhum)            |
| Sol de América    | Assunção       | Distrito Capital | Luis Alfonso Giagni      | 11 000     | 2 (último em 1991)    |
| Sportivo Luqueño  | Luque          | Central          | Feliciano Cáceres        | 26 974     | 2 (último em 1953)    |

## Torneo Apertura
O Torneo Apertura, denominado "Víctor Genes", foi a 119.ª edição oficial do campeonato da Primera División da APF. Começou em 22 de janeiro e terminou em 20 de maio.
Pela terceira vez consecutiva, o Olimpia hasteou mais alto a bandeira franjeada no Campeonato Paraguaio. Há uma clara hegemonia restabelecida desde a temporada passada pelo Rey de Copas, após faturarem o Apertura e o Clausura em 2018, os olimpistas confirmam o tri, celebrando o Apertura de 2019. É a primeira vez desde a década de 1990, quando registraram um tetra entre 1997 e 2000, que os alvinegros não emendam tantos troféus consecutivos no país. O título conquistado de forma antecipada veio no dia 4 de maio de 2019, na ocasião, sem qualquer piedade, os tricampeões golearam o Deportivo Santaní por 6 a 0 no acanhado Estádio Antonio Aranda. Além disso, também é a primeira vez que um time alcança três títulos seguidos desde que os torneios curtos (Apertura e Clausura) foram instituídos no Paraguai, a partir de 2008. Agora são 43 conquistas do Decano, nove a mais que o Cerro.

### Classificação doApertura
| Pos | Equipe            | Pts | J  | V  | E | D  | GP | GC | SG  | Classificação                               |
| --- | ----------------- | --- | -- | -- | - | -- | -- | -- | --- | ------------------------------------------- |
| 1   | Olimpia (C)       | 54  | 22 | 16 | 6 | 0  | 61 | 17 | +44 | Fase de grupos da Copa Libertadores de 2020 |
| 2   | Cerro Porteño     | 43  | 22 | 13 | 4 | 5  | 48 | 25 | +23 |                                             |
| 3   | Libertad          | 37  | 22 | 11 | 4 | 7  | 39 | 29 | +10 |                                             |
| 4   | Guaraní           | 37  | 22 | 10 | 7 | 5  | 37 | 29 | +8  |                                             |
| 5   | Sportivo Luqueño  | 31  | 22 | 8  | 7 | 7  | 28 | 30 | −2  |                                             |
| 6   | River Plate       | 28  | 22 | 7  | 7 | 8  | 25 | 31 | −6  |                                             |
| 7   | San Lorenzo       | 27  | 22 | 8  | 3 | 11 | 33 | 37 | −4  |                                             |
| 8   | Sol de América    | 26  | 22 | 8  | 2 | 12 | 31 | 43 | −12 |                                             |
| 9   | Deportivo Capiatá | 26  | 22 | 6  | 8 | 8  | 24 | 32 | −8  |                                             |
| 10  | Nacional          | 23  | 22 | 5  | 8 | 9  | 19 | 27 | −8  |                                             |
| 11  | General Díaz      | 16  | 22 | 3  | 7 | 12 | 22 | 41 | −19 |                                             |
| 12  | Deportivo Santaní | 13  | 22 | 2  | 7 | 13 | 15 | 38 | −23 |                                             |

### Resultados
| Mandante \ Visitante | CCP | CAP | SAN | GEN | GUA | LIB    | NAC | OLI | RIV | SSL | SOL | SLU |
| -------------------- | --- | --- | --- | --- | --- | ------ | --- | --- | --- | --- | --- | --- |
| Cerro Porteño        | —   | 1–0 | 3–2 | 2–0 | 5–2 | 1–2    | 1–1 | 1–3 | 3–1 | 1–1 | 7–2 | 2–0 |
| Deportivo Capiatá    | 1–1 | —   | 2–1 | 2–2 | 0–1 | 2–1    | 1–0 | 2–2 | 3–3 | 1–1 | 3–2 | 1–3 |
| Deportivo Santaní    | 1–3 | 0–0 | —   | 0–1 | 1–1 | 0–3    | 1–2 | 0–6 | 1–1 | 1–0 | 2–3 | 0–1 |
| General Díaz         | 1–3 | 1–0 | 2–0 | —   | 1–1 | 1–3    | 1–1 | 0–2 | 0–1 | 3–3 | 1–4 | 0–0 |
| Guaraní              | 0–1 | 1–2 | 0–0 | 1–1 | —   | 3–1    | 2–2 | 1–5 | 2–1 | 4–1 | 3–1 | 2–2 |
| Libertad             | 1–0 | 5–1 | 4–0 | 4–0 | 1–1 | —      | 1–2 | 2–3 | 2–1 | 2–1 | 2–2 | 1–0 |
| Nacional             | 0–3 | 2–1 | 0–0 | 1–0 | 0–2 | 0–1    | —   | 2–4 | 0–0 | 3–1 | 0–1 | 0–1 |
| Olimpia              | 2–2 | 3–0 | 2–2 | 4–1 | 2–0 | 3–0    | 0–0 | —   | 0–0 | 2–0 | 4–0 | 2–0 |
| River Plate          | 1–5 | 1–0 | 1–2 | 3–2 | 0–1 | 1–1    | 1–1 | 2–2 | —   | 2–1 | 1–0 | 2–1 |
| San Lorenzo          | 2–1 | 0–1 | 2–0 | 2–1 | 1–3 | 3–0[a] | 1–0 | 1–4 | 1–0 | —   | 2–4 | 0–3 |
| Sol de América       | 0–1 | 0–0 | 1–0 | 3–0 | 1–4 | 2–0    | 3–1 | 0–1 | 0–1 | 1–6 | —   | 0–1 |
| Sportivo Luqueño     | 2–1 | 1–1 | 1–1 | 2–2 | 0–2 | 2–2    | 1–1 | 1–5 | 3–1 | 0–3 | 3–1 | —   |

[a] ^ Foi atribuído ao jogo um placar de 3 a 0 para o San Lorenzo já que o Libertad entrou em campo mais jogadores estrangeiros do que o permitido. Originalmente, a partida terminou com uma vitória por 4 a 3 pro Libertad.

### Artilharia
| Gols | Jogador             | Clube          |
| ---- | ------------------- | -------------- |
| 11   | William Mendieta    | Olimpia        |
| 11   | Roque Santa Cruz    | Olimpia        |
| 9    | Sebastián Fernández | San Lorenzo    |
| 9    | Jorge Ortega        | Olimpia        |
| 9    | César Villagra      | Sol de América |
| 8    | José Ortigoza       | Guaraní        |
| 8    | Nildo Viera         | River Plate    |
| 7    | Jorge Benítez       | Cerro Porteño  |
| 7    | Óscar Cardozo       | Libertad       |
| 7    | Joaquín Larrivey    | Cerro Porteño  |

## Torneo Clausura
O Torneo Clausura, denominado "Ranulfo Miranda y 100 años de la Cruz Roja Paraguaya", foi a 120.ª edição oficial do campeonato da Primera División da APF. Começou em 12 de julho e terminará em 15 de dezembro.

### Classificação doClausura
| Pos | Equipe            | Pts | J  | V  | E | D  | GP | GC | SG  | Classificação                               |
| --- | ----------------- | --- | -- | -- | - | -- | -- | -- | --- | ------------------------------------------- |
| 1   | Olimpia (C, Q)    | 51  | 21 | 16 | 3 | 2  | 49 | 15 | +34 | Fase de grupos da Copa Libertadores de 2020 |
| 2   | Libertad          | 47  | 21 | 15 | 2 | 4  | 34 | 11 | +23 |                                             |
| 3   | Cerro Porteño     | 37  | 21 | 11 | 4 | 6  | 40 | 24 | +16 |                                             |
| 4   | Guaraní           | 32  | 21 | 9  | 5 | 7  | 32 | 23 | +9  |                                             |
| 5   | Sol de América    | 31  | 21 | 8  | 7 | 6  | 22 | 19 | +3  |                                             |
| 6   | Nacional          | 26  | 21 | 6  | 8 | 7  | 24 | 27 | −3  |                                             |
| 7   | River Plate       | 24  | 21 | 6  | 6 | 9  | 18 | 22 | −4  |                                             |
| 8   | General Díaz      | 22  | 21 | 5  | 7 | 9  | 23 | 31 | −8  |                                             |
| 9   | Deportivo Capiatá | 20  | 21 | 5  | 5 | 11 | 17 | 37 | −20 |                                             |
| 10  | San Lorenzo       | 19  | 21 | 4  | 7 | 10 | 21 | 36 | −15 |                                             |
| 11  | Deportivo Santaní | 19  | 21 | 5  | 4 | 12 | 18 | 36 | −18 |                                             |
| 12  | Sportivo Luqueño  | 18  | 21 | 4  | 6 | 11 | 17 | 35 | −18 |                                             |

### Resultados
| Mandante \ Visitante | CCP | CAP | SAN | GEN | GUA | LIB | NAC | OLI | RIV | SSL | SOL | SLU |
| -------------------- | --- | --- | --- | --- | --- | --- | --- | --- | --- | --- | --- | --- |
| Cerro Porteño        | —   | 3–0 | 4–0 |     | 2–2 | 1–3 | 5–0 | 0–0 | 2–0 | 2–0 | 1–0 | 1–2 |
| Deportivo Capiatá    | 3–2 | —   | 3–1 | 0–2 | 1–2 |     | 0–0 | 0–6 | 0–1 | 1–1 | 0–4 | 1–0 |
| Deportivo Santaní    | 0–2 | 1–2 | —   | 1–1 | 2–1 | 1–0 | 3–1 | 0–1 | 0–1 | 1–1 | 1–1 |     |
| General Díaz         | 2–2 | 3–1 | 0–1 | —   | 0–3 | 1–0 | 1–1 | 1–4 | 1–1 | 1–1 | 0–3 | 3–0 |
| Guaraní              | 1–2 | 2–1 | 2–1 | 5–0 | —   | 1–1 |     | 1–1 | 1–3 | 3–1 | 0–1 | 1–3 |
| Libertad             | 2–1 | 2–0 | 2–0 | 3–1 | 1–0 | —   | 2–0 | 2–0 | 2–1 | 3–0 | 1–0 | 0–0 |
| Nacional             | 1–1 | 3–0 | 4–0 | 0–0 | 0–2 | 1–0 | —   | 1–3 | 1–1 | 4–2 | 0–0 | 1–1 |
| Olimpia              | 4–2 | 1–0 | 4–0 | 2–0 | 2–2 | 2–1 | 3–0 | —   | 2–1 | 4–1 | 2–0 | 3–1 |
| River Plate          | 1–2 | 1–1 | 1–0 | 1–0 | 0–1 | 0–2 | 0–1 | 0–1 | —   | 0–0 | 2–2 | 1–1 |
| San Lorenzo          | 2–1 | 1–1 | 3–2 | 1–1 | 0–0 | 0–1 | 0–3 | 1–4 |     | —   | 1–2 | 2–0 |
| Sol de América       | 0–2 | 1–1 | 2–2 | 1–0 | 0–1 | 0–1 | 2–1 |     | 1–0 | 1–0 | —   | 2–2 |
| Sportivo Luqueño     | 1–2 | 0–1 | 0–1 | 0–5 | 1–0 | 1–5 | 1–1 | 1–0 | 1–2 | 1–3 | 0–0 | —   |

### Artilharia
- Dados até 9 de dezembro de 2019.[10]

| Gols | Jodador             | Clube             |
| ---- | ------------------- | ----------------- |
| 14   | Roque Santa Cruz    | Olimpia           |
| 10   | Antonio Bareiro     | Libertad          |
| 9    | Santiago Salcedo    | Deportivo Capiatá |
| 8    | Fernando Fernández  | Guaraní           |
| 8    | Brian Montenegro    | Olimpia           |
| 6    | Nelson Haedo Valdez | Cerro Porteño     |
| 6    | Óscar Ruiz          | Cerro Porteño     |
| 6    | Diego Churín        | Cerro Porteño     |
| 6    | José Ortigoza       | Guaraní           |
| 6    | Alejandro Silva     | Olimpia           |

## Classificação geral
| Pos | Equipe                | Pts | J  | V  | E  | D  | GP  | GC | SG  | Classificação                               |
| --- | --------------------- | --- | -- | -- | -- | -- | --- | -- | --- | ------------------------------------------- |
| 1   | Olimpia (C, Q)        | 105 | 43 | 32 | 9  | 2  | 110 | 32 | +78 | Fase de grupos da Taça Libertadores de 2020 |
| 2   | Libertad (Q)          | 84  | 43 | 26 | 6  | 11 | 73  | 40 | +33 | Fase de grupos da Taça Libertadores de 2020 |
| 3   | Cerro Porteño (Q)     | 80  | 43 | 24 | 8  | 11 | 88  | 49 | +39 | Segunda fase da Taça Libertadores de 2020   |
| 4   | Guaraní (Q)           | 69  | 43 | 19 | 12 | 12 | 68  | 52 | +16 | Primeira fase da Taça Libertadores de 2020  |
| 5   | Sol de América (Q)    | 57  | 43 | 16 | 9  | 18 | 53  | 62 | −9  | Primeira fase da Copa Sul-Americana de 2020 |
| 6   | River Plate           | 52  | 43 | 13 | 13 | 17 | 43  | 53 | −10 | Primeira fase da Copa Sul-Americana de 2020 |
| 7   | Nacional              | 49  | 43 | 11 | 16 | 16 | 43  | 54 | −11 | Primeira fase da Copa Sul-Americana de 2020 |
| 8   | Sportivo Luqueño      | 49  | 43 | 12 | 13 | 18 | 44  | 64 | −20 | Primeira fase da Copa Sul-Americana de 2020 |
| 9   | San Lorenzo           | 46  | 43 | 12 | 10 | 21 | 54  | 73 | −19 |                                             |
| 10  | Deportivo Capiatá (Q) | 46  | 43 | 11 | 13 | 19 | 41  | 69 | −28 |                                             |
| 11  | General Díaz          | 38  | 43 | 8  | 14 | 21 | 45  | 72 | −27 |                                             |
| 12  | Deportivo Santaní     | 32  | 43 | 7  | 11 | 25 | 33  | 74 | −41 |                                             |

1. ↑  O Deportivo Capiatá teria se classificado para a primeira fase da Copa Sul-Americana de 2020 como vencedor da disputa pelo terceiro lugar da Copa do Paraguai de Futebol de 2019, mas foi rebaixado e perdeu o direito de ir à competição, sendo substituído pelo melhor não classificado, Sportivo Luqueño.

## Rebaixamento
- Dados até 9 de dezembro de 2019.[11][12]

| Pos. | Equipe                | 2017 | 2018 | 2019 | Pts. | J   | Promédio | Rebaixamento                         |
| ---- | --------------------- | ---- | ---- | ---- | ---- | --- | -------- | ------------------------------------ |
| 1    | Olimpia               | 78   | 102  | 105  | 285  | 131 | 2.176    |                                      |
| 2    | Cerro Porteño         | 80   | 82   | 80   | 242  | 131 | 1.847    |                                      |
| 3    | Libertad              | 75   | 76   | 84   | 235  | 131 | 1.794    |                                      |
| 4    | Guaraní               | 85   | 48   | 69   | 202  | 131 | 1.542    |                                      |
| 5    | Sol de América        | 62   | 63   | 57   | 182  | 131 | 1.389    |                                      |
| 6    | Nacional              | 50   | 65   | 49   | 164  | 131 | 1.252    |                                      |
| 7    | River Plate           | —    | —    | 52   | 52   | 43  | 1.209    |                                      |
| 8    | Sportivo Luqueño      | 50   | 46   | 49   | 145  | 131 | 1.107    |                                      |
| 9    | General Díaz          | 60   | 46   | 38   | 144  | 131 | 1.099    |                                      |
| 10   | Deportivo Capiatá     | 50   | 45   | 46   | 141  | 131 | 1.076    |                                      |
| 11   | San Lorenzo           | —    | —    | 46   | 46   | 43  | 1.07     | Rebaixados à Segunda Divisão de 2020 |
| 12   | Deportivo Santaní (R) | —    | 50   | 32   | 82   | 87  | 0.943    | Rebaixados à Segunda Divisão de 2020 |

## Premiação
| Campeonato Paraguaio de Futebol de 2019 Primeira Divisão | Campeonato Paraguaio de Futebol de 2019 Primeira Divisão |
| Torneo Apertura                                          | Torneo Clausura                                          |
| -------------------------------------------------------- | -------------------------------------------------------- |
| Club Olimpia Tricampeão (43º título)                     | Club Olimpia Tetracampeão (44º título)                   |